# Usteanivka, Șepetivka
Usteanivka (în ucraineană Устянівка) este un sat în comuna Rojîcina din raionul Șepetivka, regiunea Hmelnîțkîi, Ucraina.

## Demografie
Componența lingvistică a localității Usteanivka
     Ucraineană (99,24%)
     Alte limbi (0,76%)
Conform recensământului din 2001, majoritatea populației localității Usteanivka era vorbitoare de ucraineană (99,24%), existând în minoritate și vorbitori de alte limbi.